# Contrafagot
Een contrafagot is een houten blaasinstrument dat groter en een octaaf lager is dan de gewone fagot. De contrafagot klinkt een octaaf lager dan genoteerd. De laagste toon die een contrafagot kan voortbrengen is de B0 (subcontra-B, soms tot A0, de laagste noot op een piano) en het is daarmee het laagste houten blaasinstrument. De buis is 5,96 m lang en is enkele malen dubbelgevouwen ten behoeve van de hanteerbaarheid. De contrafagot staat op een verstelbare punt voor de bespeler. Het dubbelriet is een slag groter dan dat van de gewone fagot.
In het klassieke symfonieorkest worden nauwelijks contrafagotten voorgeschreven. Een van de oudste partituurvermeldingen is te vinden in de Johannes-Passion van Johann Sebastian Bach. In de partituur staat de vermelding pro bassono grosso; ook bestaat er een speciale partij voor een lage fagot van Bachs hand. Het is echter de vraag of hiermee een instrument met de huidige ambitus werd bedoeld. In 1784 werd de Messiah van Händel uitgevoerd met een contrafagot, nota bene voor de rest van het orkest geplaatst. Wolfgang Amadeus Mozart schrijft het instrument ook voor in zijn Maurerische Trauermusik en Joseph Haydn in zijn oratoria Die Schöpfung en Die Jahreszeiten.

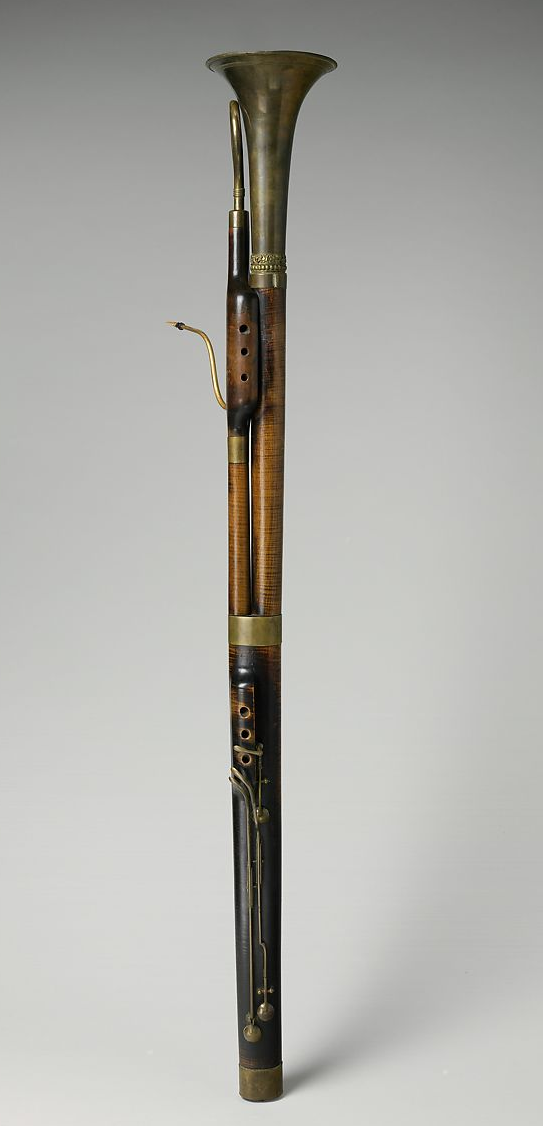
Contrafagot, gemaakt in Wenen in de eerste helft van de 19e eeuw

Het was echter Ludwig van Beethoven die als een van de eersten gebruik maakte van een contrafagot in moderne zin, in zijn vijfde symfonie. In grote symfonische werken, zoals van Gustav Mahler, Dmitri Sjostakovitsj en Maurice Ravel treffen we sindsdien vaker een contrafagotpartij aan. In de door Deryck Cooke afgemaakte tiende symfonie van Gustav Mahler horen we zelfs twee contrafagotten (in de Finale – zoals Mahler aanduidde in zijn schetsen). Ook in Stravinsky's Le Sacre du Printemps zijn er twee voorgeschreven. Vaak speelt de tweede of derde fagottist afwisselend fagot en contrafagot in één werk.
Een experiment vond plaats in de 19e eeuw. Men maakte kortstondig een zogenaamde klaviatuur-contrafagot. In plaats van kleppen werden toetsen gebruikt. Het instrument sloeg niet aan en verdween weer. Een andere variant kwam rond 1855, de zogenaamde Müllerfoon (vernoemd naar de fabrikant), ook die haalde het niet.

## Orkestwerken met prominente contrafagot-solo
- Contrafagotconcert van Kalevi Aho
- Ma Mère l'Oye, van Maurice Ravel
- Pianoconcert voor de linkerhand, van Maurice Ravel